# Etiopská vlajka

Etiopská vlajka
Poměr stran: 1:2

Vlajka Etiopie byla přijata 31. srpna 1996. Základ etiopské vlajky tvoří červená, žlutá a zelená barva. Tyto barvy se staly symbolem africké jednoty.
Etiopie, nejstarší stát subsaharské Afriky a nejstarší nezávislé africké území, je dnes jednou z nejchudších zemí světa. Její kultura je však velice bohatá a mezi etiopské kulturní dědictví patří i národní vlajka.

## Historie

### Tajemný původ etiopské vlajky
Kořeny etiopské státní vlajky sahají hluboko do minulosti. Názory na to, co kdysi dávno inspirovalo Etiopy při výběru barev pro svůj národní symbol, se liší. Nejčastěji je uváděna duha, v jejímž barevném spektru nejvíce vynikají právě červená, žlutá a zelená barva. Tento přírodní úkaz není v etiopských klimatických podmínkách nikterak ojedinělý, nad vodopády na Modrém Nilu se duha vyskytuje dokonce nepřetržitě po celý rok. Možná, že podobně smýšleli i obyvatelé Bolívie, jejichž vlajka vznikla nezávisle na té etiopské, ale obsahuje stejný barevný základ.
Nesporným důkazem o tom, že jsou červená, žlutá a zelená barva jsou užívány etiopským lidem jako barvy národní už několik staletí, je Orteliova mapa Vnitřní a Vnější Etiopie (souhrnně Abyssinie) z roku 1573. Belgický kartograf ozdobil nadpis této mapy obrázky muže, ženy a dvou dětí nesoucích slunečníky. Tyto postavy symbolizující rodinu etiopských domorodců jsou oděny v šatech ušitých z červené, žluté a zelené látky. Plátno pod nadpisem a slunečníky jsou rovněž vyobrazeny v těchto barvách. To také svědčí o odedávné národní hrdosti Etiopů a jejich lásce ke státní vlajce, kterou nazývají Sendek Alama, což v amharštině. doslova znamená národní symbol.

### Význam základních barev etiopské vlajky

Etiopská trikolóra

Stejně jako její původ, ani význam základních barev etiopské vlajky není úplně jasný a jeho interpretace bývají odlišné. Jednou z variant je vzájemné propojení a síla jednoty Svaté trojice, a také pouto etiopského lidu k Bohu. Vyznavači křesťanství, které má v této zemi velmi dlouhou tradici, sice tvoří většinu etiopské populace, ale vůči zdejším náboženským minoritám je tento výklad významu barev národní vlajky poněkud diskriminující. Mnohem více neutrální interpretace je ta, že barvy značí víru, naději a laskavost boží. Nejčastěji se však setkáváme s myšlenkou, že zelená barva symbolizuje zemi a dar její úrodnosti, žlutá mír a harmonii mezi různými etniky a náboženskými skupinami zde žijícími a červená sílu a krev Etiopů prolitou při obraně své vlasti.

### Vývoj etiopské vlajky v období před italskou okupací

Etiopská vlajka (1881–1897)

První oficiálně přijata státní vlajka Etiopie byla složena ze tří samostatných, vertikálně řazených barevných praporů trojúhelníkových tvarů. Nejvýše byl umístěn červený, uprostřed žlutý a nejníže zelený prapor. Tuto kombinaci prohlásil v roce 1881 císař Yohannes IV. za symbol Etiopského císařství.
6. října 1897, za vlády císaře Menelika II. , došlo ke spojení trojúhelníkových praporů v souvislou vlajku obdélníkového tvaru s poměrem stran 1:2. Nový státní symbol Etiopie byl také používán jako znak jejího císaře, když se v jeho středu nacházely Menelikovy iniciály červené barvy.
K prohození umístění červeného a zeleného pruhu na etiopské vlajce došlo v roce 1920 za vlády císařovny Zewditu I.

### Etiopská vlajka během italské okupace

Vlajka Italského království (1936–1941)

Italská fašistická vojska vtrhla do Etiopie v říjnu 1935. V květnu následujícího roku obsadila hlavní město Addis Abebu, nad níž zavlála vlajka Italského království. Etiopská národní trikolóra byla pečlivě uschována až do května 1941, kdy spojenecká armáda nadobro porazila fašisty okupující tuto africkou zemi. Etiopie znovu získala ztracenou svobodu.

### Lev z Judeje ve středu etiopské vlajky
Nejznámějším obrazcem, který se kdy objevil na etiopské vlajce, je symbol císaře Haile Selassieho I., Lev z Judeje. 
5. května 1941 se na trůn etiopského císaře vrátil Haile Selassie I. Téhož dne byl do středu národní vlajky přidán panovníkův symbol, jenž se stal nejen znamením samotného vladaře, ale také celé Etiopské říše. Nejednalo se o císařovy iniciály jako za vlády Menelika II., ale o obraz Lva z Judeje. Tento Lev, kráčející na východ, nese na hlavě zlatou korunu etiopského císaře a pravou přední tlapu má vztyčenou. Drží v ní dlouhou zlatou tyč zakončenou křížem, který symbolizuje Koptskou pravoslavnou církev. Těsně pod křížem je uvázána vlající etiopská trikolóra. Příznivci rastafariánství, náboženského hnutí, které se zrodilo na Jamajce, přijali tuto vlajku za symbol své víry. Rastafariáni také považují císaře Haile Selassieho I. za ztělesnění Boha na Zemi.
Na počest císaře Haile Selassieho I. byla rovněž vytvořena oboustranná standarta, která se vyvěšovala při slavnostních příležitostech. Její základ tvořila etiopská trikolóra. Na přední straně byl vyobrazen Lev z Judeje uprostřed Šalamounova řádu, nejvyššího etiopského státního vyznamenání. Na zadní straně byl uprostřed téhož řádu znázorněn sv. Jiří, patron Etiopské země, sedící na bílém vzpínajícím se koni, jak kopím probodává draka. Na obou stranách standarty byla v každém rohu umístěna zlatá Šalamounova hvězda, což je šesticípá Davidova hvězda s křížem uprostřed.[zdroj?] Touto standartou byla přikryta rakev císaře Haile Selassieho I. při jeho velkolepém pohřbu.

Etiopská vlajka  (1897–1974) Poměr stran: 2:3
Etiopská válečná vlajka (1955–1974) Poměr stran: 2:3
Etiopská vlajka  (1974–1975) Poměr stran: 2:3
Etiopská válečná vlajka (1974–1975) Poměr stran: 2:3

### Dopad vojenského převratu a socialistických reforem na podobu etiopské vlajky

Etiopská vlajka (1975–1987, 1991–1996)
Poměr stran: 1:2

Když byl císař Haile Selassie I. 12. září 1974 zbaven moci a kontroly nad státem se chopila vojenská junta, došlo mimo jiné k úpravě národní vlajky. Nejprve byla odstraněna císařská koruna z hlavy Judejského Lva a zlatá tyč zakončená křížem nahrazena kopím. Samotný lev otočen nebyl, na rozdíl od divokého bílého koně vyobrazeného na venezuelském státním znaku, který v důsledku socialistických reforem změnil směr svého cválání z východu na západ (zprava doleva).
Vlajka byla sice modifikována, ale obraz Lva nacházejícího se v jejím středu stále připomínal bývalého monarchu. A tak byl přesně po roce ode dne, kdy se Dergové chopili moci v Etiopii, z národní vlajky úplně odstraněn. Jeho místo zaujal na dalších 12 let znak vládnoucí vojenské junty.
10. září 1987, při vyhlášení Etiopské lidově-demokratické republiky, se ve středu státní vlajky objevil nový emblém. Jeho dominantou je veliké ozubené kolo, symbol dělnické třídy. To z části zakrývá Aksumský obelisk, jednu z nejvýznamnějších historických památek afrického kontinentu, tyčící se v pozadí. Spodní část ozubeného kola překrývá červená stuha, na níž se nachází zlatá lví hlava. Z obou konců této stuhy se vypínají olivové větvě, jenž utváří kruhový tvar emblému. Zpoza kola vyčnívá žezlo a kopí. Žlutá pěticípá hvězda, znázorněna na červeném kotouči, jasně září na modré obloze nad objekty. Na vrcholku emblému je napsán název státu v amharštině. Tento symbol zmizel z etiopské vlajky 28. května 1991, když se socialistický politický systém v zemi zhroutil.

Etiopská státní vlajka (1975–1987) Poměr stran: 2:3
Etiopská vlajka (1987–1991) Poměr stran: 1:2

### Současná podoba etiopské vlajky

Etiopská vlajka (6.2.1996–31.8.1996)
Poměr stran: 2:3

Až do 6. února 1996, dva roky po přijetí nové ústavy a federalizaci státu, zůstala etiopskou vlajkou jen prostá trikolóra. Novým národním symbolem se stala žlutá pěticípá hvězda, utvořena z tenkých linek, na modrém kruhovém podkladě symbolizujícím nebe. Hvězda představuje znamení světlé budoucnosti pro celý etiopský národ. Paprsky z ní vycházející značí rovnost mezi všemi obyvateli této země bez ohledu na etnickou příslušnost, pohlaví či náboženské vyznání.
Středový kruh by oproti dnešní vlajce menší a světlejší. Design byl změněn  31. srpna 1996.

## Etiopská vlajka jako symbol africké jednoty
Barvy tvořící základ etiopské vlajky, doplněny o černou, jenž symbolizuje africký lid, byly přijaty za symbol Africké jednoty (předchůdce Africké unie). Můžeme je nalézt na státních vlajkách mnoha dalších afrických zemí. Každá z těchto zemí si takzvané panafrické barvy uspořádala nezávisle na Etiopii a doplnila je o vlastní státní symboly. Jedná se o vlajky Beninu, Burkiny Faso, Ghany, Guiney, Guiney–Bissau, Kamerunu, Konžské republiky, Mali, Mosambiku, Senegalu, Sv. Tomáše a Princova ostrova, Toga a Zimbabwe.

## Vlajky etiopských federálních států

Etiopské federální státy

Území Etiopie se člení na dvě samosprávné městské oblasti (hlavní město Addis Abeba, které je zároveň sídlem státu Oromie, a město Dire Dawa) a na 12 etnicky založených federálních států.
Města

Addis Abeba Poměr stran: 2:3
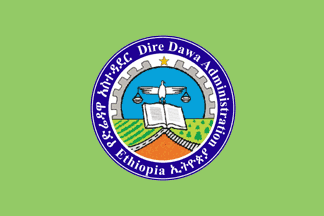
Dire Dawa Poměr stran: 2:3

Federální státy

Afarsko Poměr stran: ~2:3
Amharsko Poměr stran: 1:2
Beningšangul-Gumuz Poměr stran: 1:2
Gambela Poměr stran: 7:12
Harari Poměr stran: 1:2
Jižní Etiopie Poměr stran: 1:2
Oromie Poměr stran: 1:2
Sidama Poměr stran: 1:2
Somálsko (Etiopie) Poměr stran: 1:2
Stát lidu jihozápadní Etiopie Poměr stran: 1:2
Střední Etiopie Poměr stran: 3:5
Tigraj Poměr stran: ~5:9